# Ocalaria oculata
Ocalaria oculata là một loài bướm đêm trong họ Noctuidae.